# Charens
Charens település Franciaországban, Drôme megyében. Lakosainak száma 31 fő (2022. január 1.). Charens Beaumont-en-Diois, Beaurières, Saint-Dizier-en-Diois és Valdrôme községekkel határos.

## Népesség
A település népességének változása:
| Lakosok száma | 50   | 33   | 31   | 22   | 26   | 28   | 28   | 27   | 28   | 31   |
|               | 1968 | 1982 | 1990 | 2006 | 2013 | 2015 | 2017 | 2019 | 2020 | 2022 |